# パラス (バンド)
パラス（Pallas）は、スコットランド・アバディーン出身のプログレッシブ・ロック・バンド。彼らは、1980年代初頭のプログレッシブ・ロックの第2波のリバイバル中に、ネオ・プログレッシブと呼ばれるものの先駆者となったバンドの1つであった。その他のイギリスの主要アーティストには、マリリオン、IQ、トゥエルフス・ナイト、ペンドラゴン、ソルスティスがいる。

## 略歴
1974年に「レインボー (Rainbow)」として結成されたが、リッチー・ブラックモアがディープ・パープル脱退後に結成した新バンドをレインボーと名付けた後、その名前を捨てた。パラスは、本格的なプログレッシブ・ロックの根となるルーツの復活が始まる時期に、クラブ・サーキットへと登場し始めた。当時、ポップスとニュー・ウェイヴの圧倒的な影響により、このロックは非常に時代遅れなものとなっていた。一般的なトレンドを無視して、バンドは古いプログレッシブ・ロック・バンドを直接的に模倣することさえあり、ボーカリストのブライアン・ウッドはピーター・ガブリエルの声と髪型を真似し、キーボード奏者のマイク・ストビーはリック・ウェイクマン風のマントを着用し、ドラマーのデレク・フォーマンは板金で自分用のヘルメットを作った。この時期、バンドは一時的に名前を「パラス・アテネ (Pallas Athene)」に変更している。しかし、彼らのデビューEP（「Reds Under the Beds」などの曲を収録）では、よりハードなロックを強調し、メロトロンや12弦ギターなどのプログレッシブ・ロックの特徴的な要素を意図的に避けることで、進行中のパンク・ロックの動きに合わせようとした。
1979年にバンドの立ち位置が激しく動いたため、オリジナル・メンバーのほとんどが脱退し、フォーマンとベーシストのグレアム・マレーだけが新加入者とともに残った。マレーは『メロディ・メイカー』誌の広告を通じてマリリオンのボーカリストであるフィッシュと連絡を取り、この2つのプログレッシブ・ロック・バンドの関係が確立され、小さな会場を巡る全国ツアーが行われるようになり、パラスはそれまで無名だったイングランドでファンを確立することができた（同様にマリリオンもスコットランド市場に参入することを可能にした）。彼らはロンドンのマーキー・クラブ（ネオ・プログレッシブ・リバイバルの温床）でヘッドライナーとして成功を収めた。当時の彼らのセットのハイライトであり、初期のマーキー公演でのハイライト（マーキーが演奏をやめなければバンドを出禁にすると脅すまで）でもあったのは、子供の虐待、心神喪失、強姦、殺人についての15分間の叙事詩「The Ripper」という曲だった。「The Ripper」のクライマックスでは、新リード・シンガーのユアン・ロウソンが半分老人、半分女性の格好をして舞台上でレイプを演じた（当時、ヨークシャー・リッパー事件はまだ新鮮なニュースだった）。
マリリオン協会とパラスの絶え間ないギグ（1983年のレディング・フェスティバルへの出演も含まれていた）により、パラスは人気の的となった。『Arrive Alive』（1981年にスコットランドで録音）というタイトルのセルフ・プロデュースLPをリリースした後、パラスはEMIレコード（マリリオンと契約したばかり）から求められ、イエスやエマーソン・レイク・アンド・パーマーのエンジニアとして知られるエディ・オフォードと一緒にレコーディング・スタジオに入り、アルバム『ザ・センティネル』をレコーディングした。計画では、『ザ・センティネル』は、冷戦への言及がふんだんに盛り込まれた、アトランティスの物語の未来版をベースにした、当時のバンドのライブ・パフォーマンスにおける壮大な目玉である「The Atlantis Suite」のレコーディング・バージョンになるはずだった。
グループのメジャー・レーベル・デビューの商業的な可能性を高めるため、実行する順序が変更され、より多くのコマーシャルな楽曲が追加され、「The Atlantis Suite」の素材の多くが削除されることとなった。削除された「The Atlantis Suite」からの楽曲は、アルバムのリリース時にシングルB面としてリリースされた。2004年にはバンドの意図どおり、「The Atlantis Suite」をそのままの状態で収録したアルバムのリマスター・バージョンがリリースされている。
イギリスで入念に演出されたいくつかの公演（『ザ・センティネル』のコンセプトをテーマとして使用し、『ドクター・フー』の特殊効果チームによる小道具をフィーチャーした）は思ったほど関心を集めることができず、バンドがEMIからセカンド・アルバムをレコーディングする準備が整うまでに、ロウソンはバンドを脱退することを決意した。ロウソンの脱退を受けて、バンドはアベル・ガンツ（Abel Ganz、アベル・ガンスを参照）の元ボーカリストでフロントマンであった新シンガーのアラン・リードとともにEP『Knightmoves』をレコーディングした。EPの中心曲は大作「Sanctuary」で、EPの初期版には、デモとして録音された2曲を収録したボーナス7インチ・レコードも含まれていた。
バンドはEMIの2枚目のアルバム『ザ・ウェッジ』のレコーディングを続けた。『ザ・ウェッジ』はヨーロッパでよく売れていたが、ツアーから戻ったパラスは、EMIの友人や同僚全員が会社を辞めるか解雇され、EMIがアルバムのプロモーションをすべて撤回していることを知った。
バンドはそこから何年にもわたって半休止状態に陥ったが、追加曲とともに再設計された『ザ・センティネル』の新バージョンを含むバック・カタログのCD再発により、人々の関心は保たれていた。パラスは数年間、断続的に活動を続け、1999年にカムバック・アルバム『Beat the Drum』をリリースした。これは、バンドの古典的なロックのルーツに回帰する、よりハードなサウンドを特徴としていたが、アルバム最後の曲「Fragments of The Sun」などの曲で叙事詩の片鱗を垣間見ることができるプログレッシブなサウンドを保持していた。バンドへの関心が再び高まり、インターネットは彼らのキャリアの重要な要素となった。この時点でバンドはメンバーにとって余暇の活動となっていたが、定期的にスタジオで作品を制作し、時折ヨーロッパと北アメリカへの短いツアーを行っていた。宗教と科学の間の歴史的緊張を探求する緩やかなコンセプト・アルバム『The Cross & the Crucible』は、2001年にリリースされた。『ザ・ドリームス・オヴ・メン』は、2005年にリリースされ、ヴァイオリンのポール・アンダーソンとクラシック歌手パンディ・アーサーが参加した。
大手レコード・レーベルや主流の音楽プレスからはほとんど無視されていたにもかかわらず、ドイツのインディペンデント・レコード・レーベル、インサイド・アウトの支援を受けて、バンドは特に北欧で定期的なライブの録音と演奏を続けた。また、ラジオ・クライド・リバー・セッション・シリーズからの2枚、2枚組のライブ・コレクション、いくつかの公式ブートレグ録音、そしてバンドの歴史をオーディオとビデオ素材によるアーカイブ・CD-ROMであるアルバム『Mythopoeia』など、数多くの追加リリースもあった。
2010年1月28日をもって、リード・シンガーのアラン・リードが過去26年間リーダーを務めたバンドを脱退した。後任には、ポール・マッキーが就いた。
2010年7月27日、バンドはミュージック・セオリーズ/マスコット・レコードと3枚のアルバムのレコード契約を結んだと発表。新しいアルバム『XXV』が、2011年1月27日にリリースされた。バンドは、このアルバムがテーマ的には1984年にリリースした『ザ・センティネル』の後継となることを認めた。
2011年7月24日、パラスはロンドンのハイ・ボルテージ・フェスティバルにおいてプログ・ステージのオープニングを飾った。彼らの30分のセットは主に『XXV』の曲で構成されており、加えて「Eyes in the Night (Arive Alive)」という曲も含まれていた。このコンサートにおける演奏は録音がなされた。
2013年11月30日、パラスはグラスゴーでフル・ライブを行った。このセットには、過去のアルバムからの既知の曲だけでなく、2014年にリリース予定のアルバム『Wearewhoweare』からの2曲の新曲も含まれていた。セットの最後には、元フロントマンのユアン・ロウソンがステージに登場し、2曲を演奏した。
2018年6月、グレアム・マレーはバンドのFacebookアカウントからの投稿で、「パラスの前面には、かなり長い沈黙があったと思う。私が思うに、このバンドは死んでいない。なぜなら私たちは皆まだ生きているから。ただ必ずしも同じ大陸や同じ波長に乗っているとは限らない。しかし、完全に死んでいるわけではない。『仮死状態』とだけ言っておきましょう。患者は生き返るかもしれない!!!」と述べた。

## メンバー

### 現在のメンバー
- グレアム・マレー (Graeme Murray) — ベース、バック・ボーカル、ギター、ベースペダル (1976年– )
- ナイル・マシューソン (Niall Mathewson) — ギター、ギター・シンセサイザー、シンセサイザー、バック・ボーカル (1979年– )
- ロニー・ブラウン (Ronnie Brown) — キーボード、バック・ボーカル (1979年–1986年、1996年– )
- コリン・フレイザー (Colin Fraser) — ドラム (1998年– )
- アラン・リード (Alan Reed) — リード・ボーカル (1986年–1988年、1993年-2010年、2022年- )

### 旧メンバー
- ブライアン・ウッド (Brian Wood) — リード・ボーカル (1976年–1979年)
- デイヴ・ホルト (Dave Holt) — ギター (1976年–1979年)
- マイク・ストビー (Mike Stobbie) — キーボード (1976年–1979年、1987年–1996年)
- デレク・フォーマン (Derek Forman) — ドラム、バック・ボーカル (1976年–1998年)
- ユアン・ロウソン (Euan Lowson) — リード・ボーカル (1979年–1986年)
- ポール・マッキー (Paul Mackie) — リード・ボーカル (2010年–2022年)

## ディスコグラフィ

### スタジオ・アルバム
- 『ザ・センティネル』 - The Sentinel (1984年) ※全英41位[9][10]
- 『ザ・ウェッジ』 - The Wedge (1986年) ※全英70位[9][11]
- Beat the Drum (1999年)
- The Cross & the Crucible (2001年)
- 『ザ・ドリームス・オヴ・メン』 - The Dreams of Men (2005年)
- XXV (2011年)
- Wearewhoweare (2014年)
- The Messenger (2023年)

### ライブ・アルバム
- Arrive Alive (1981年) ※当初はカセットのみのリリースだったが、1983年に異なるジャケットとわずかに異なる収録曲にてレコードで再リリースされた。1998年にシングル「Paris Is Burning」の曲が追加されたCDで再リリースされた
- Live our Lives – 2000 (2000年)
- The Blinding Darkness (2003年)
- The River Sessions 1 (2005年)
- The River Sessions 2 (2005年)
- Live From London 1985 (2005年)
- Official Bootleg 27/01/06 (2006年)
- Moment to Moment (2008年)
- Live At Lorelei (2012年) ※MP3-CD、DVD

### コンピレーション・アルバム
- Knightmoves to Wedge (1992年) ※12インチ・シングル『Knightmoves』の曲が散りばめられた『The Wedge』の再リリース。これは後に取り下げられ、最後に『Knightmoves』の曲が追加された『The Wedge』のリマスター版が選択された
- Mythopoeia (2002年)
- The Sentinel Demos (2009年) ※バンドのホームページからのダウンロード限定
- The Edge Of Time (2019年) ※パラスのバック・カタログからの曲を2019年に再録したコレクション。最初はバンドのBandcampページから入手可能となった

### ラジオ・セッション
パラスは、1984年3月9日の『Friday Rock Show』のためにスタジオでライブ・レコーディングを行った。彼らが録音した曲は、「Cut and Run」「Shock Treatment」、そして「Rise and Fall/Heart Attack」のメドレーであった。収録曲は、1984年3月30日に放送された。この時の曲は、イギリスなど特定の地域ではAmazonを通じて配布される『ザ・センティネル』のダウンロード・バージョンにて市販されている。

### アーカイブ・シリーズ
2013年8月のホームページのリニューアルに合わせて、パラスはアーカイブ・シリーズという名前で多数の絶版およびアーカイブ・リリースを再リリースした。これらのリリースには次のものが含まれる。
- スタジオ録音: The Pallas EP #
- コンピレーション: Sketches #、Knightmoves ※これまで存在しなかったアルバム。どちらのリリースも、以前はコンピレーション・アルバム『Mythopoeia』で部分的に入手可能であった。
- アーカイブ・デモ：Arrive Alive Demos (一部はコンピレーション・アルバム『Mythopoeia』で入手可能だった)、The Sentinel Demos、The Sentinel Rough Mix
- ライブ・アルバム: Live in Southampton #、Live our Lives

※#は、初めての公式なデジタルでの再発を示している